# Русскій Народный Голосъ
«Русскій Народный Голосъ» — москвофільський орган, так званого, «Русского блоку», фінансований чеськими колами.
Виходив в Ужгороді у 1934 — 1938 роках спочатку як щоденник, пізніше два і тричі на тиждень. Друкувався язичієм.
Відповідальні редактори — Й. Камінський, Е. Недзєльський та ін.